# Piccola Pompei al Vomero
La piccola Pompei, appellativo col quale si fa riferimento alla lunga tradizione di culto della Madonna di Pompei nella stessa chiesa, è un edificio di culto sito in via Filippo Cifariello, a Napoli, precisamente nella zona collinare del Vomero.

## Storia e descrizione

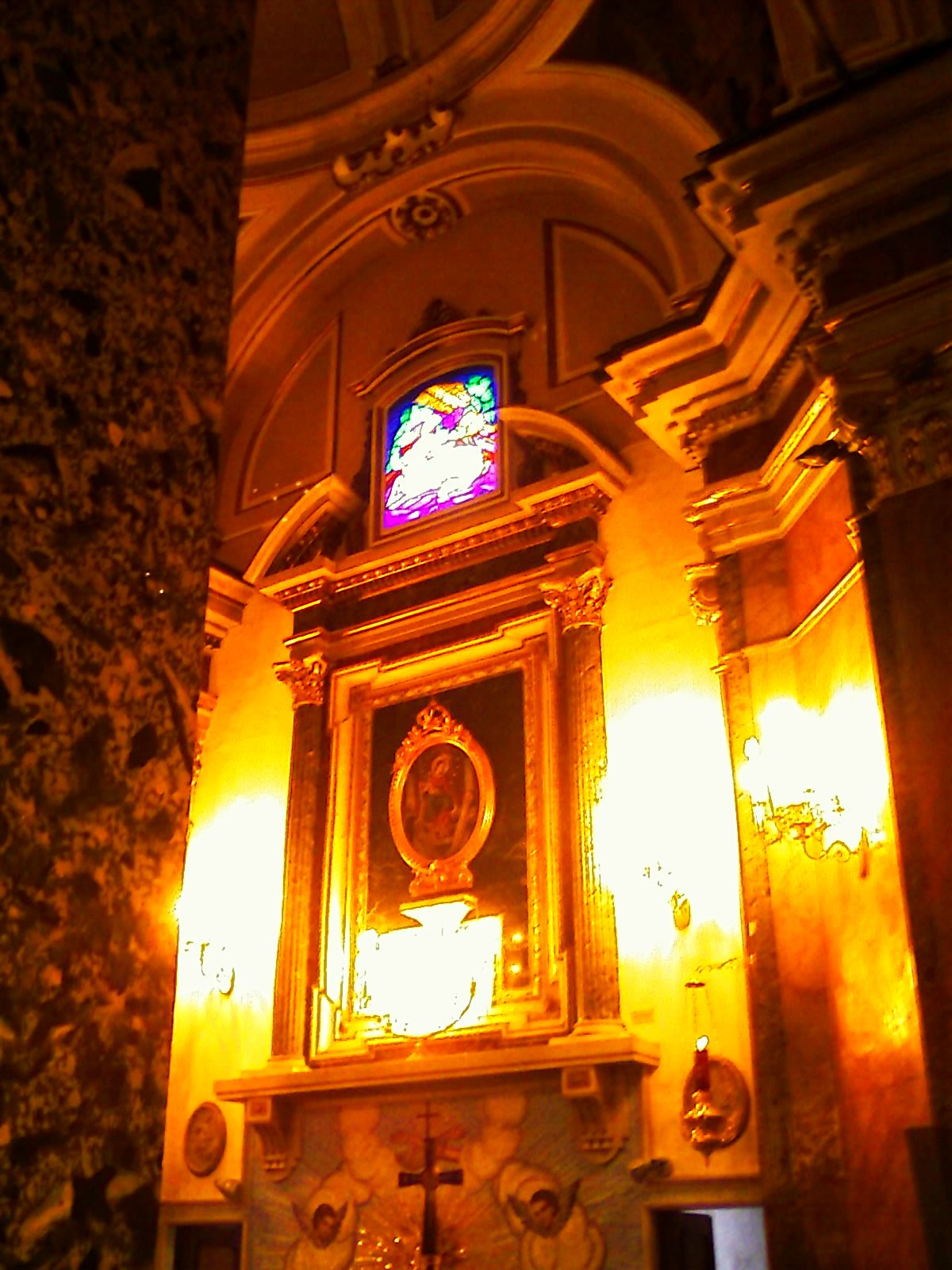
Scorcio dell'interno (scarsamente illuminato).

Fu costruita nel 1513 ma, secondo la tradizione, in quel luogo fu edificato un piccolo luogo di culto a séguito del primo miracolo della liquefazione del sangue di San Gennaro, durante la traslazione delle reliquie da Pozzuoli a Napoli e, per questo è denominata, seppur erroneamente, anche chiesa di San Gennariello al Vomero. La struttura fu in mano ai monaci Cistercensi sino al XX secolo, periodo in cui questi furono definitivamente espulsi. Il suo interno, di modeste dimensioni, è custode di antichi tesori, come: la tela settecentesca dell'Immacolata tra i Santi Gennaro e Raffaele di ignoto artista, gli affreschi di Vincenzo Galloppi e i bassorilievi di marmo, raffiguranti il Martirio e la Gloria del santo.